# Старосільська сільська рада (Великоолександрівський район)
Старосі́льська сільська́ ра́да — адміністративно-територіальна одиниця та орган місцевого самоврядування в Великоолександрівському районі Херсонської області. Адміністративний центр — село Старосілля.

## Загальні відомості
- Територія ради: 2,626 км²
- Населення ради: 998 осіб (станом на 2001 рік)
- Територією ради протікає річка Інгулець

## Населені пункти
Сільській раді підпорядковані населені пункти:
- с. Старосілля
- с. Довгове
- с. Кам'яне
- с. Шостакове

## Склад ради
Рада складається з 16 депутатів та голови.
- Голова ради: Чаура Сергій Вікторович
- Секретар ради: Старостіна Людмила Сергіївна

### Керівний склад попередніх скликань
| Прізвище, ім'я, по батькові | Основні відомості                                                 | Дата обрання | Дата звільнення |
| --------------------------- | ----------------------------------------------------------------- | ------------ | --------------- |
| Чаура Сергій Вікторович     | Сільський голова, 1963 року народження, освіта вища, безпартійний | 26.03.2006   | 31.10.2010      |
| Чаура Сергій Вікторович     | Сільський голова, 1963 року народження, освіта вища, безпартійний | 31.10.2010   |                 |

Примітка: таблиця складена за даними сайту Верховної Ради України

### Депутати
За результатами місцевих виборів 2010 року депутатами ради стали:

#### За суб'єктами висування
| Суб'єкт висування                                       | Кількість обраних депутатів | %    |
| ------------------------------------------------------- | --------------------------- | ---- |
| Партія регіонів                                         | 8                           | 50   |
| Політична партія Всеукраїнське об'єднання «Батьківщина» | 4                           | 25   |
| Комуністична партія України                             | 2                           | 12,5 |
| Народна партія                                          | 1                           | 6,3  |
| Соціалістична партія України                            | 1                           | 6,3  |

#### За округами
| № округу                                                | Прізвище, ім'я, по батькові     | Дата визнання обраним | Освіта             | Партійна приналежність                        | Відомості про обраного депутата                         |
| ------------------------------------------------------- | ------------------------------- | --------------------- | ------------------ | --------------------------------------------- | ------------------------------------------------------- |
| Комуністична партія України                             |                                 |                       |                    |                                               |                                                         |
| 1                                                       | Чепурна Любов Василівна         | 02.11.2010            | середня спеціальна | член Комуністичної партії України             | пенсіонер                                               |
| 7                                                       | Ступін Юрій Григорович          | 02.11.2010            | вища               | член Комуністичної партії України             | фермерське господарство"Олімп", тракторист              |
| Народна Партія                                          |                                 |                       |                    |                                               |                                                         |
| 4                                                       | Варава Юлія Володимирівна       | 02.11.2010            | вища               | член Народної партії                          | фермерське господарство"Олімп", обліковець              |
| Партія регіонів                                         |                                 |                       |                    |                                               |                                                         |
| 2                                                       | Мельник Володимир Ростиславович | 02.11.2010            | вища               | член Партії регіонів                          | тимчасово не працює                                     |
| 3                                                       | Поспілько Олександр Вікторович  | 02.11.2010            | вища               | член Партії регіонів                          | тимчасово не працює                                     |
| 5                                                       | Старостін Сергій В'ячеславович  | 02.11.2010            | вища               | член Партії регіонів                          | Старосільська загальноосвітня школа I-III ст., вчитель  |
| 8                                                       | Старостіна Людмила Сергіївна    | 02.11.2010            | вища               | член Партії регіонів                          | Старосільська сільська рада, секретар                   |
| 9                                                       | Зубар Анатолій Анатолійович     | 02.11.2010            | вища               | член Партії регіонів                          | Старосільська загальноосвітня школа I-III ст., директор |
| 12                                                      | Шрамкова Наталія Миколаївна     | 02.11.2010            | незакінчена вища   | член Партії регіонів                          | тимчасово не працює                                     |
| 15                                                      | Боровик Руслан Леонідович       | 02.11.2010            | вища               | член Партії регіонів                          | підприємець                                             |
| 16                                                      | Шрамков Олексій Миколайович     | 02.11.2010            | вища               | член Партії регіонів                          | Одеська залізниця, старшина воєнізованої охорони        |
| Політична партія Всеукраїнське об'єднання «Батьківщина» |                                 |                       |                    |                                               |                                                         |
| 6                                                       | Божонок Валентина Михайлівна    | 02.11.2010            | середня спеціальна | позапартійна                                  | пенсіонер                                               |
| 10                                                      | Соколан Тамара Андріївна        | 02.11.2010            | середня спеціальна | член Всеукраїнського об'єднання «Батьківщина» | Старосільська сільська рада, ветеринар                  |
| 11                                                      | Поспілько Лілія Миколаївна      | 02.11.2010            | вища               | член Всеукраїнського об'єднання «Батьківщина» | Старосільська загальноосвітня школа I-III ст., вчитель  |
| 13                                                      | Поспілько Ольга В'ячеславівна   | 02.11.2010            | вища               | член Всеукраїнського об'єднання «Батьківщина» | Старосільська загальноосвітня школа I-III ст., вчитель  |
| Соціалістична партія України                            |                                 |                       |                    |                                               |                                                         |
| 14                                                      | Левченко Валерій Анатолійович   | 02.11.2010            | вища               | член Соціалістичної партії України            | тимчасово не працює                                     |